# 袖珍密諜
《袖珍密諜》（英語：The Secret Service）為1969年9月21日－12月14日，由傑瑞‧安德森（Gerry Anderson）的Century 21 Productions製作，ITC發行，於英國ITV電視台所播出的科幻人偶影集，共13集。台灣於1970年（民國59年）1月11日至4月5日間，於每星期日下午在台視播出。

## 故事
在1969年。一位鄉村神父史丹利‧安文，和他的園丁馬修．哈丁住在一個附近景色美麗清新的小村莊維卡雷其。在這麼一個環境之下，任誰也不會懷疑神父和園丁是英國情報局最出色的獨立的情報工作小組。安神父和馬修他們擁有一套獨一無二的科學儀器，使得安神父可以在必要的時候把馬修縮小，利用小得有限的空間逃過敵方的偵測展開工作，直接進入敵方基地或心腹地帶，竊取情報資料，或破壞對方的陰謀而圓滿達成任務為國家社會服務。

## 主要角色
- 史丹利‧安文（Stanley Unwin）

簡稱：安神父，五十七歲，身高五呎九又二分之一吋，是一位仁慈而可敬愛的人，厭惡暴力，喜愛和平相處。外相看來很古板，晚上睡覺還要戴一頂尖尖的睡帽，以保護他那微禿的頭頂。和其他大部分傳教士一樣，是直接受他的主教指示。但是這位「主教」卻是英國情報總部教士行動組（British Intelligence Service Headquarters, Operation Priest－B.I.S.H.O.P）的主教，祇有他知道安神父的身份和任務；每當有任務要交代時，都是透過其利用隱密的通訊系統通知。而安神父的收聽工具，便是他經常所戴著黑寬邊眼鏡耳架上，那個老年人使用但從來不會令人懷疑的助聽器，用來和的「主教」以及馬修聯絡。有輛的1917年的T型福特愛車，是他出任務的交通工具，性能極佳。
- 馬修．哈丁（Matthew Harding）

神父的家中的園丁，外表看起來像是一個笨手笨腳的大老粗，可是一當他接到任務指示之後，就完全變成了另一個人，不僅思想敏捷，動作靈活，而且機警過人，具備了一個優秀情報人員的所有條件。每當出發前會利用上存放在於安神父書房中，保存藏在猶如書本的特製容器之電子控制設備，把儀器打開，其中一端放在馬修胸前，然後開始發生聲波和閃光，不久之後，馬修就變得祇有兩英呎，也就是常人的三分之一高度，猶如一兩歲的孩子那樣的大小。再進入內部有一張椅子、一副潛望鏡，可以讓馬修在箱內舒適地坐著觀察外界事物的特製手提箱中，使安神父帶往情報工作的地點。其中；箱子裏還有一大堆情報人員所需用的工具。馬修可以利用儀器控制來開關箱子與安神父通話。在出任務時，也戴了一個助聽器，可以隨時聽到安神父給他的指示。
- 艾碧太太（Mrs. Appleby）

神父的家中的女管家，對於神父和園丁的真正身份一概不知。

## 劇集列表
※以下排列為最初於英國首播之際的順序；在台灣放映時電視台有再自行施以調整。
| 英國 | 英國                        | 英國           | 台灣           |
| 集序 | 原題                        | 播映日         | 台視標題       |
| ---- | --------------------------- | -------------- | -------------- |
| 1    | A Case for the Bishop       | 1969年9月21日  |                |
| 2    | A Question of Miracles      | 1969年9月28日  | 水廠爆炸案     |
| 3    | To Catch a Spy              | 1969年10月5日  | 擒諜記         |
| 4    | The Feathered Spies         | 1969年10月12日 | 神秘「轟炸機」 |
| 5    | Last Train to Bufflers Halt | 1969年10月19日 | 火車爆炸案     |
| 6    | Hole in One                 | 1969年10月26日 | 高球秘密       |
| 7    | Recall to Service           | 1969年11月2日  | 玩火自焚       |
| 8    | Errand of Mercy             | 1969年11月9日  | 飛天老爺車     |
| 9    | The Deadly Whisper          | 1969年11月16日 | 超音波步槍     |
| 10   | The Cure                    | 1969年11月23日 | 汽車爆炸案     |
| 11   | School for Spies            | 1969年11月30日 | 智破敵諜       |
| 12   | Mayday! Mayday!             | 1969年12月7日  | 吉人天相       |
| 13   | More Haste, Less Speed      | 1969年12月14日 | 欲速則不達     |

## 相關作品
以下均為傑瑞‧安德森於1960～70年代所製作的超級人偶劇（Supermarionation）系列。
- 萬能車（Supercar）
- 雷霆機（Fireball XL5）
- 霹靂艇（Stingray）
- 雷鳥神機隊（Thunderbirds）
- 超空人（Captain Scarlet and the Mysterons）
- 小飛諜（Joe 90）

## 延伸閱讀
- 雷霆發威

## 外部連結
- 台灣電視資料庫[永久]